# Onychomys
Onychomys is een geslacht van zoogdieren uit de familie van de Cricetidae. De wetenschappelijke naam van het geslacht werd in 1857 gepubliceerd door Spencer Fullerton Baird. 

## Soorten
Er worden 3 soorten in dit geslacht geplaatst:
- Onychomys arenicola Mearns, 1896
- Onychomys leucogaster (zu Wied-Neuwied, 1841) – Noordelijke sprinkhaanmuis
- Onychomys torridus (Coues, 1874) – Zuidelijke sprinkhaanmuis